# Broadview Heights, Ohio
Broadview Heights là một thành phố thuộc quận Cuyahoga, tiểu bang Ohio, Hoa Kỳ. Năm 2010, dân số của thành phố này là 19400 người.

## Dân số
- Dân số năm 2000: 15967 người.
- Dân số năm 2010: 19400 người.